# Isabellakazerne
De Isabellakazerne is een voormalige kazerne (1917-1993) gelegen aan de Reutsedijk in Vught, en genoemd naar Isabella van Spanje (1566-1633). 
De kazerne is gelegen op het terrein waar van oudsher het Fort Isabella gevestigd was.  Het fort is verdwenen, wat rest is een uit de 18e eeuw stammend poortgebouwtje (de Puist). Het fort werd, vermoedelijk vanaf 1617, gedurende het Twaalfjarig Bestand gebouwd op de plaats van buurtschap De Reut. Doel was de stad 's-Hertogenbosch aan de zuidzijde te beschermen, en het riviertje de Dommel te vrijwaren van vijandelijk ingrijpen. Het fort speelde een cruciale rol bij de belegering van 's-Hertogenbosch door Frederik Hendrik in 1629.  De waterwerken en het wegenpatroon herinneren nog aan het oorspronkelijk stervormige patroon van dit fort.
Vanaf 1701 maakte het fort deel uit van het Zuiderfrontier, de mede door Menno van Coehoorn ontworpen verdedigingslinie tegen Spaanse en later Franse expansie. Na de aanleg van de Vughtse lunetten tussen 1844 en 1848, na de Belgische Opstand, werd Fort Isabella gebruikt om zich te verdedigen tegen een eventuele aanval van de Belgen, die er nooit is gekomen.
De huidige kazerne werd in de jaren ‘10 van de 20e eeuw gebouwd. Aanvankelijk bestemd voor het onderbrengen van een regiment Infanterie (in dit geval 17 RI), werd het in 1922 ingericht tot het onderbrengen van het Bataljon Wielrijders (later Regiment Wielrijders).
Tijdens de Tweede Wereldoorlog werd de Isabellakazerne gebruikt door de SS en de Landweer (NSB). In de naoorlogse jaren werd het complex ingericht als opleidingcentrum voor de infanterie. Eerst voor onderofficieren tot 1967. Daarna tot 1992 werd het een opleidingscentrum voor soldaten van het IBC.
In de eerste helft van de jaren ‘90 van de 20e eeuw werden op het terrein vluchtelingen opgevangen, onder meer uit Joegoslavië. Daarna heeft het Centraal Orgaan opvang Asielzoekers (COA) een akkoord bereikt met de gemeente Vught om er een asielzoekerscentrum te vestigen. Tot 2007 was het een deportatiecentrum voor uitgeprocedeerde vluchtelingen.
Tussen 2013 en 2019 was het kazernecomplex tijdelijk in gebruik door studenten, bedrijven en horeca. Sinds 2019 wordt het complex herontwikkeld. Er worden woningen,  appartementencomplexen en bedrijfsgebouwen gerealiseerd, maar de oorspronkelijke kazerne-architectuur blijft zichtbaar.
Op de kazerne wordt de Collectie Wielrijders tentoongesteld. Deze biedt een overzicht van militaria die door het Regiment Wielrijders van 1922 tot 1940 zijn gebruikt. De Stichting Fort Isabellakazerne bekommert zich om de instandhouding van het militair erfgoed op de Isabellakazerne. Hiertoe worden rondleidingen en lezingen verzorgd alsmede publicaties uitgebracht. De Stichting is actief lid van de Stichting Menno van Coehoorn.

## Links
- Stichting Fort Isabellakazerne
- Stichting Menno van Coehoorn
- Fort Isabella

## Rijksmonument
De Isabellakazerne kent vijf rijksmonumenten.
| Object                                          | Oorspronkelijke functie?  | Bouwjaar  | Architect | Locatie | Coördinaten?                  | Nr.?   | Afbeelding                               |
| ----------------------------------------------- | ------------------------- | --------- | --------- | ------- | ----------------------------- | ------ | ---------------------------------------- |
| Poortgebouw, De Puist                           | Fort, vesting en -onderdl | 17e eeuw  |           |         | 51° 40' 5" NB, 5° 17' 27" OL  | 21950  | Poortgebouw, De Puist                    |
| Hoofdgebouw                                     | Militair verblijfsgebouw  | 1915 1917 |           |         | 51° 40' 29" NB, 5° 17' 26" OL | 521323 | Hoofdgebouw                              |
| Kiosk (aangeboden door Reg. Wielrijders)        | Straatmeubilair           | 1932      |           |         | 51° 40' 29" NB, 5° 17' 26" OL | 521324 | Kiosk (aangeboden door Reg. Wielrijders) |
| Toegangspoort Isabellakazerne                   | Militair wachtgebouw      | 1915-1917 |           |         | 51° 40' 29" NB, 5° 17' 26" OL | 525853 | Meer afbeeldingen                        |
| De Vestingwallen (De noordwestelijke enveloppe) | Fort, vesting en -onderdl | 18e eeuw  |           |         | 51° 40' 29" NB, 5° 17' 26" OL |        | Upload foto                              |